# コリスコ島

赤道ギニアとガボンの国境地帯の地図。北が赤道ギニア（リオ・ムニ）、コリスコ島は左端。

コリスコ島（コリスコとう、英語: Corisco island,スペイン語: Isla de Corisco,フランス語: Corisco）は、アフリカの赤道ギニアとガボンの沖合にある島である。リオムニ（ムビニ）のコリスコ湾及びガボンの近くにある面積14km2の小さな島である。人が住む島の主要な村にゴベがある。

## 歴史

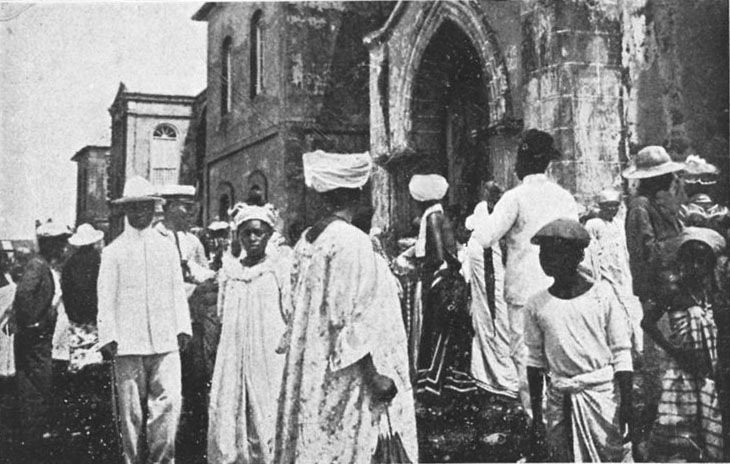
コリスコ島のベンガ人(:fr:Bengas)。1910年撮影。

1471年にポルトガル船が島を発見した。ポルトガル人船員が上陸し、島名に「稲妻」を意味するポルトガル語のコリスコと名付けた。ポルトガル人船員が上陸した時、島はベンガ人が少数いる程度であった。1648年にポルトガル人が奴隷貿易の拠点を築き、またプンタ・ジョコ砦を築いた。ベンガ人とポルトガルの商人は友好な関係であり、ベンガ人は独自の奴隷経済のシステムを持っており、パムエスとヌビコスと呼ばれる使用人がいた。ベンガ人の王国は18世紀後半まで大陸リオ・ムニの沿岸とコリスコ島で構成されていた。18世紀後半までベンガ人は島にやって来たヨーロッパ人の商人達と貿易をし島に定住するようになった。ベンガ王ボンコロ1世とギニア湾一帯をスペインの支配を企んでいたスペイン海軍のJ・J・レレナ・イ・バリーとの取り決めの結果により、1843年に島はスペインに買収され、コリスコ島は1843年からアンノボン島とエロベイ諸島の小エロベイ島の島と共にエロベイ・アンノボン及びコリスコを結成し、スペインの保護領として植民地となった。1875年から1877年にスペインの探検家マヌエル・イラディエル・ブリーがコリスコ島を訪れる。20世紀以降、1926年までコリスコ島はアンノボン島とエロベイ諸島と共に結成したままスペインの保護領であり、その後は、スペイン領ギニアの一部で、1968年に赤道ギニア共和国として独立するまで、リオムニ県の一部であった。

## 領土紛争
帰属が確定しておらず、赤道ギニア及びガボンの間で領土紛争になっている。石油の天然資源が存在する。